# 新青丸
新青丸（しんせいまる）は、海洋研究開発機構が所有、運用している海洋調査船。母港は岩手県上閉伊郡大槌町。東日本大震災の後の東北海洋生態系調査を目的とする。淡青丸の後継船である。

## 設計
主機関はディーゼル・エレクトリック方式で、主発電機（1,250 kW）3基および補助発電機（320 kW）1基によって、推進電動機（1,300 kW）2基を駆動する。推進器としては、アジマス推進器2基と艦首横方向推進器（バウスラスタ）を備えている。アジマス推進器は全旋回式・プル型で、5翼の固定ピッチ・プロペラを駆動する。艦首横方向推進器はトンネル蓋付で、公称推力約10トンである。
定点保持が求められる観測・調査の際には、これらは広域DGPSと連動した自動船位保持システム（DPS）によって自動制御され、数センチメートル単位での定点保持を実現できる。またこのように、漂泊・低速航行での観測を行う機会も多いことから、減揺装置としては可変周期型の減揺タンクを備えている。

## 装備
東日本大震災で受けた大規模な自然変動及びそれに伴う生態系攪乱の実態把握と経時的な修復プロセスのモニタリング、生態系の修復及び変動に関わるメカニズム解明
をミッションとしている。
海洋調査船として基本的な機能である、海洋環境観測機能、気象観測機能、海底地形測定機能に加えて、漁業に関して生産資源量の定量的測定機能を有している。さらに、海底下浅部分地層測定機能、遠隔操作型無人探査機を搭載しての各種調査・作業機能、海底地質サンプリング機能を備えている。
本船は、3つの研究室をはじめとして、約140平方メートルに及ぶ研究区画を備えている。また下記のような観測機器を搭載している。
- 船体動揺船首方位測定装置（PHINS）
- 遠隔操作型無人探査機（ROV）

音波探査
- 計量魚群探知機・浅海用マルチビーム音響測深機
- 深海用マルチビーム音響測深機
- 全周型スキャニングソーナー
- 精密音響測深器（PDR）
- 多層流向流速計（ADCP）
- パラメトリックサブボトムプロファイラー
- 海底地殻変動センサー測位用送受波器
- ピンガー/トランスポンダー
- 海底音響測位装置

気象観測
- 気象海象観測装置
- 気象衛星受画装置（NOAA-HRPT,LRIT）
- GPS気象ゾンデ放球装置コンテナ（10ft）搭載可能

磁気探査・重力探査
- 船上三成分磁力計
- プロトン磁力計
- 船上重力計

海水調査
- 表面海水塩分水温計
- CTD センサー・カローセル式採水装置
- 12L 採水器
- 投下式水温計・投下式塩分水温深度計（XBT/XCTD 装置）

## 船歴
- 2012年8月2日 - 起工式[8]。
- 2013年2月15日 - 進水式[8]。大槌町の小学6年生2名が支綱切断した[9]。
- 2013年6月30日 - 海洋研究開発機構に引き渡し。
- 2014年7月30日 - シップ・オブ・ザ・イヤー2013特殊船部門賞を受賞[10]。
- 2016年10月20日 - 西之島の噴火後初の上陸調査を本船を母船として実施。